# Пісочник голівчастий
Пісо́чник голівча́стий, застаріле еремого́не голо́вчаста (Eremogone cephalotes) — багаторічна рослина родини гвоздикових; зростає на півдні України та в Молдові.

## Опис
Трав'яниста рослина заввишки 25–50 см. Рослина без запушення. Прикореневі листки 7–12 см завдовжки. Чашолистки 6–7 мм довжиною, пелюстки і коробочки трохи довше. Квітки в головчастих суцвіттях.

## Поширення
Зростає на півдні України та в Молдові.
В Україні зростає на степових схилах, кам'янистих відслоненнях — на півдні Правобережного Лісостепу і Степу, рідко (Одеська, Миколаївська та Херсонська обл.)